# Ammopolia subcastanea
Ammopolia subcastanea là một loài bướm đêm trong họ Noctuidae.